# Fodboldturneringen 1901-02
Fodboldturneringen 1901–02 var den 13. sæson af den danske fodboldliga Fodboldturneringen, arrangeret af Dansk Boldspil-Union. Ligaen havde deltagelse af fem hold, der spillede en dobbeltturnering alle-mod-alle. I tilfælde af uafgjort blev der spillet forlænget spilletid.
Turneringen blev vundet af Boldklubben Frem, som dermed vandt titlen for første gang.

## Resultater
| \| Nr \| Hold \| K \| V \| U \| T \| Mf \| \| Mi \| +/- \| P \| \| -- \| -------------------- \| - \| - \| - \| - \| -- \| - \| -- \| --- \| -- \| \| 1 \| Boldklubben Frem \| 8 \| 7 \| 0 \| 1 \| 25 \| – \| 14 \| +11 \| 14 \| \| 2 \| Boldklubben af 1893 \| 8 \| 6 \| 0 \| 2 \| 25 \| – \| 15 \| +10 \| 12 \| \| 3 \| Kjøbenhavns Boldklub \| 8 \| 4 \| 0 \| 4 \| 15 \| – \| 17 \| −2 \| 8 \| \| 4 \| Akademisk Boldklub \| 8 \| 2 \| 0 \| 6 \| 13 \| – \| 18 \| −5 \| 4 \| \| 5 \| Østerbros Boldklub \| 8 \| 1 \| 0 \| 7 \| 11 \| – \| 25 \| −14 \| 2 \| K: Kampe spillet, V: Vundne kampe, U: Uafgjorte kampe, T: Tabte kampe, Mf: Mål for, Mi: Mål imod, +/-: Måldifference, P: Point |                      |   |   |   |   |    |   |    |     |    |
| Nr | Hold                 | K | V | U | T | Mf |   | Mi | +/- | P  |
| 1 | Boldklubben Frem     | 8 | 7 | 0 | 1 | 25 | – | 14 | +11 | 14 |
| 2 | Boldklubben af 1893  | 8 | 6 | 0 | 2 | 25 | – | 15 | +10 | 12 |
| 3 | Kjøbenhavns Boldklub | 8 | 4 | 0 | 4 | 15 | – | 17 | −2  | 8  |
| 4 | Akademisk Boldklub   | 8 | 2 | 0 | 6 | 13 | – | 18 | −5  | 4  |
| 5 | Østerbros Boldklub   | 8 | 1 | 0 | 7 | 11 | – | 25 | −14 | 2  |

## Mesterholdet
| Frems mesterhold | Frems mesterhold                                                                          | Stående fra venstre: August Møller-Sørensen, Stefan Rasmussen, Carl Mertins, Victor Vilager, Peter Møller. Siddende: Otto Andersen, Christian Henriksen, Axel Andersen Byrval, Holger Nielsen (med bolden), Peter Mikkelsen og Valdemar Petersen. |
| Position         | Spiller                                                                                   | Stående fra venstre: August Møller-Sørensen, Stefan Rasmussen, Carl Mertins, Victor Vilager, Peter Møller. Siddende: Otto Andersen, Christian Henriksen, Axel Andersen Byrval, Holger Nielsen (med bolden), Peter Mikkelsen og Valdemar Petersen. |
| Målmand          | Holger Nielsen                                                                            | Stående fra venstre: August Møller-Sørensen, Stefan Rasmussen, Carl Mertins, Victor Vilager, Peter Møller. Siddende: Otto Andersen, Christian Henriksen, Axel Andersen Byrval, Holger Nielsen (med bolden), Peter Mikkelsen og Valdemar Petersen. |
| Forsvar          | Peter Mikkelsen Christian Henriksen                                                       | Stående fra venstre: August Møller-Sørensen, Stefan Rasmussen, Carl Mertins, Victor Vilager, Peter Møller. Siddende: Otto Andersen, Christian Henriksen, Axel Andersen Byrval, Holger Nielsen (med bolden), Peter Mikkelsen og Valdemar Petersen. |
| Midtbane         | Valdemar Petersen Axel Andersen Byrval Otto Andersen                                      | Stående fra venstre: August Møller-Sørensen, Stefan Rasmussen, Carl Mertins, Victor Vilager, Peter Møller. Siddende: Otto Andersen, Christian Henriksen, Axel Andersen Byrval, Holger Nielsen (med bolden), Peter Mikkelsen og Valdemar Petersen. |
| Angreb           | Peter Møller Victor Vilager Andersen Carl Mertins Stefan Rasmussen August Møller-Sørensen | Stående fra venstre: August Møller-Sørensen, Stefan Rasmussen, Carl Mertins, Victor Vilager, Peter Møller. Siddende: Otto Andersen, Christian Henriksen, Axel Andersen Byrval, Holger Nielsen (med bolden), Peter Mikkelsen og Valdemar Petersen. |
| Reserver         | Christian Hansen Louis Østrup Edvin Gielfeldt Georg Gielfeldt C. Wegener                  | Stående fra venstre: August Møller-Sørensen, Stefan Rasmussen, Carl Mertins, Victor Vilager, Peter Møller. Siddende: Otto Andersen, Christian Henriksen, Axel Andersen Byrval, Holger Nielsen (med bolden), Peter Mikkelsen og Valdemar Petersen. |